# 709
| 709                |
| ------------------ |
| Dødsfald - Fødsler |
|                    |

| Gregoriansk kalender | 709 DCCIX               |
| Ab urbe condita      | 1462                    |
| Armensk kalender     | 158 ԹՎ ՃԾԸ              |
| Kinesiske kalender   | 3405 – 3406 戊申 – 己酉 |
| Etiopisk kalender    | 701 – 702               |
| Jødisk kalender      | 4469 – 4470             |
| Hindukalendere       |                         |
| - Vikram Samvat      | 764 – 765               |
| - Shaka Samvat       | 631 – 632               |
| - Kali Yuga          | 3810 – 3811             |
| Iransk kalender      | 87 – 88                 |
| Islamisk kalender    | 90 – 91                 |

Se også 709 (tal)